# Уає (Ізер)
Уає́ (фр. Oyeu) — муніципалітет у Франції, у регіоні Овернь-Рона-Альпи, департамент Ізер. Населення — 1078 осіб (01.01.2021).
Муніципалітет розташований на відстані близько 450 км на південний схід від Парижа, 65 км на південний схід від Ліона, 33 км на північний захід від Гренобля.

## Історія
До 2015 року муніципалітет перебував у складі регіону Рона-Альпи. Від 1 січня 2016 року належить до нового об'єднаного регіону Овернь-Рона-Альпи.

## Демографія
Динаміка населення (INSEE ):
Розподіл населення за віком та статтю (2006):
| Стать | Всього | До 15 років | 15-24 | 25-44 | 45-64 | 65-85 | Понад 85 |
| --- | ------ | ----------- | ----- | ----- | ----- | ----- | -------- |
| Чоловіки | 428    | 87          | 58    | 90    | 133   | 52    | 8        |
| Жінки | 432    | 93          | 36    | 110   | 129   | 60    | 4        |
| \| Статево-вікова піраміда \| Статево-вікова піраміда \| Статево-вікова піраміда \| \| ----------------------- \| ----------------------- \| ----------------------- \| \| Чоловіки \| Вік \| Жінки \| \| 8 \| 85 + \| 4 \| \| 4 \| 80-84 \| 12 \| \| 12 \| 75-79 \| 20 \| \| 20 \| 70-74 \| 20 \| \| 16 \| 65-69 \| 8 \| \| 16 \| 60-64 \| 27 \| \| 39 \| 55-59 \| 16 \| \| 43 \| 50-54 \| 43 \| \| 35 \| 45-49 \| 43 \| \| 35 \| 40-44 \| 35 \| \| 35 \| 35-39 \| 39 \| \| 12 \| 30-34 \| 20 \| \| 8 \| 25-29 \| 16 \| \| 27 \| 20-24 \| 12 \| \| 31 \| 15-20 \| 24 \| \| 43 \| 10-14 \| 31 \| \| 24 \| 5-9 \| 31 \| \| 20 \| 0-4 \| 31 \| |        |             |       |       |       |       |          |
| Статево-вікова піраміда |        |             |       |       |       |       |          |
| Чоловіки | Вік    | Жінки       |       |       |       |       |          |
| 8 | 85 +   | 4           |       |       |       |       |          |
| 4 | 80-84  | 12          |       |       |       |       |          |
| 12 | 75-79  | 20          |       |       |       |       |          |
| 20 | 70-74  | 20          |       |       |       |       |          |
| 16 | 65-69  | 8           |       |       |       |       |          |
| 16 | 60-64  | 27          |       |       |       |       |          |
| 39 | 55-59  | 16          |       |       |       |       |          |
| 43 | 50-54  | 43          |       |       |       |       |          |
| 35 | 45-49  | 43          |       |       |       |       |          |
| 35 | 40-44  | 35          |       |       |       |       |          |
| 35 | 35-39  | 39          |       |       |       |       |          |
| 12 | 30-34  | 20          |       |       |       |       |          |
| 8 | 25-29  | 16          |       |       |       |       |          |
| 27 | 20-24  | 12          |       |       |       |       |          |
| 31 | 15-20  | 24          |       |       |       |       |          |
| 43 | 10-14  | 31          |       |       |       |       |          |
| 24 | 5-9    | 31          |       |       |       |       |          |
| 20 | 0-4    | 31          |       |       |       |       |          |

## Економіка
2010 року серед 612 осіб працездатного віку (15—64 років) 471 була активною, 141 — неактивною (показник активності 77,0%, у 1999 році було 72,8%). З 471 активної мешканців працювало 436 осіб (246 чоловіків та 190 жінок), безробітними було 35 (16 чоловіків та 19 жінок). Серед 141 неактивної 51 особа була учнем чи студентом, 52 — пенсіонерами, 38 були неактивними з інших причин.

У 2010 році в муніципалітеті числилось 343 оподатковані домогосподарства, у яких проживали 940,0 особи, медіана доходів виносила 19 562 євро на одного особоспоживача